# Friedrich Emich

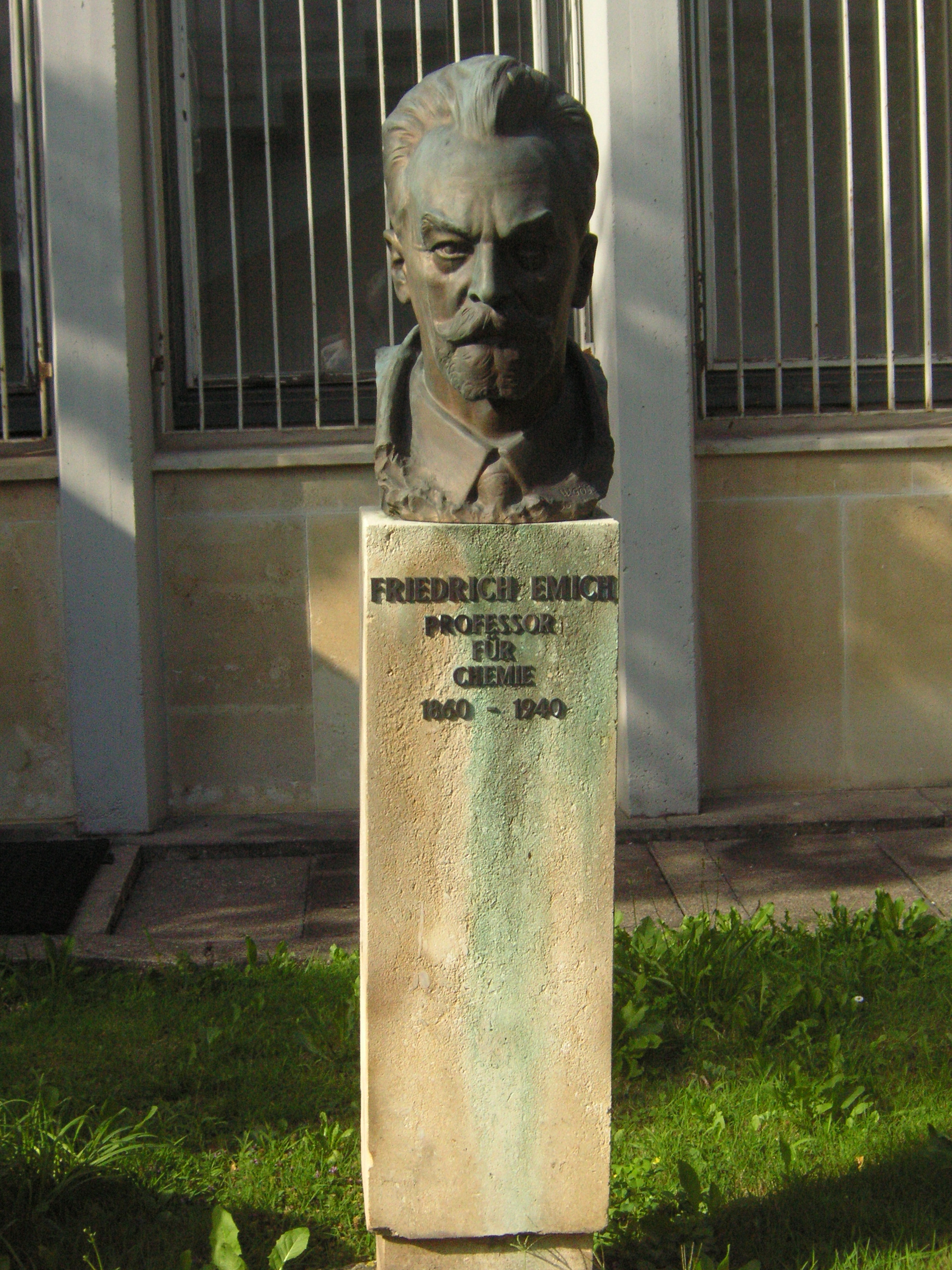
Büste auf der Neuen Technik der TU Graz

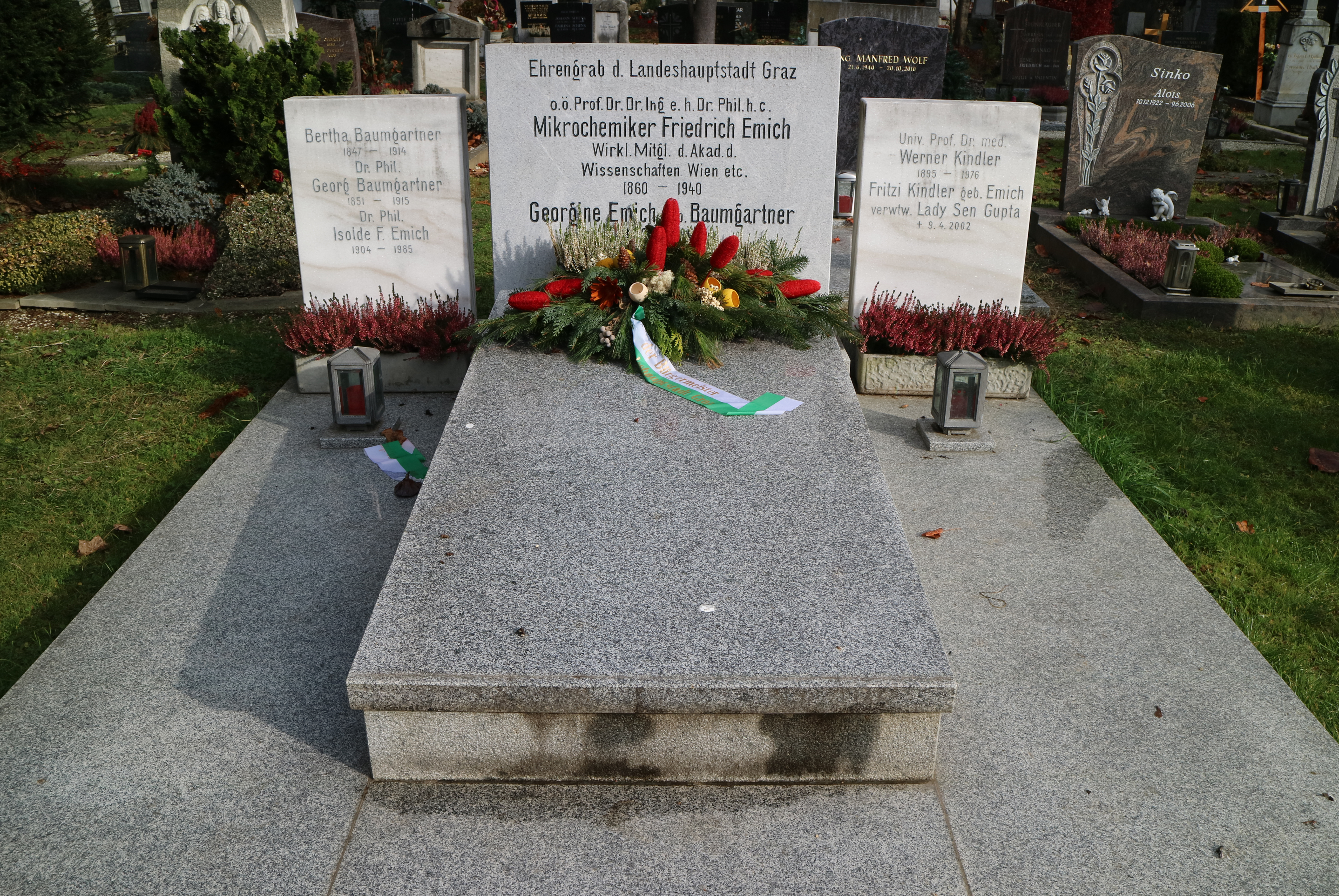
Grab auf dem Stadtfriedhof St. Peter

Friedrich Emich (* 5. September 1860 in Graz; † 22. Januar 1940 ebenda) war ein österreichischer Chemiker.

## Leben
Friedrich Emich studierte an der Kaiserlich-königlichen Technischen Hochschule in Graz Chemie. Dort lehrte er von 1887 bis 1931 anorganische und allgemeine Chemie. In drei Funktionsperioden war er Rektor. Mit Fritz Pregl widmete er sich der Mikrochemie.
Seine ältere Tochter Fritzi (1901–2002) heiratete 1949 den HNO-Arzt Werner Kindler. Seine jüngere Tochter Isolde Emich (1904–1985) promovierte in Germanistik und veröffentlichte zahlreiche Werke u. a. über Max Mell und Ervino Pocar.

## Ehrungen
Der Verein Deutscher Chemiker zeichnete ihn 1931 mit der Liebig-Denkmünze aus. Die Gesellschaft Österreichischer Chemiker verleiht die nach ihm benannten Friedrich-Emich-Plakette. Emich wurde 1927 in die Deutsche Akademie der Naturforscher Leopoldina gewählt.
1931 erhielt er das Große Ehrenzeichen für Verdienste um die Republik Österreich. Im Jahr 1970 wurde in Donaustadt (22. Bezirk) die Emichgasse nach ihm benannt. 1990 wurde von der österreichischen Post ein Sonderbriefmarke zu seinem 50. Todestag verausgabt.
Er wurde auch zwei Mal für den Chemienobelpreis von Fritz Pregl nominiert.